# A331 (Росія)
Автошлях А331 «Вілюй» — автомобільна дорога федерального значення, що будується, яка повинна з'єднати Іркутську область і Якутію. Передбачається, що маршрут траси проходитиме з Тулуна Іркутської області через Братськ, Усть-Кут, Мирний з кінцевою точкою в Якутську. Довжина траси становитиме до 3 тис.км. В даний час існують ділянки майбутньої траси від Тулуна до Усть-Кута (колишня Р419), від Мирного до Якутська, решта — переважно по зимниках. Федеральна траса "Вілюй" є єдиною трасою, яка поки що не з'єднує цілий рік великі міста Росії. Асфальтове покриття є лише на невеликих ділянках поблизу Якутська, у Гірському, Вілюйському, Нюрбінському та Мирнінському районах.

## Значення
Дорога «Вілюй» має пов'язати важкодоступні райони Якутії та півночі Іркутської області з мережею федеральних автодоріг, забезпечивши цілорічний транспортне сполучення, вихід до великих міст, а також під'їзди до родовищ корисних копалин (вздовж маршруту розробляються вуглеводневі родовища, а також знаходиться найбільше солей - Непський звід).

## Історія створення
З XIX століття між містами та селищами Якутії та Іркутської області існував поштовий тракт (місцями важкопрохідна стежка або подоба дороги), яким здійснювався в основному верховий рух, де-не-де можна було пересуватися на собачій, оленячій упряжці і рідко на візку в основному в зимове час. Ця дорога була прокладена від Якутська до Вілюйська. Після революції було вирішено привести Вілюйський тракт у прийнятний для проїзду стан. Однак через відсутність грошей здійснити це не вдалося (тільки на окремих ділянках з'явилися схожі на щось дороги).
У 1936 році було здійснено перший пробний автопробіг Якутськ — Вілюйськ, щоб визначити придатність колишнього Вілюйського тракту до автомобільного руху. З того часу на майбутній трасі з'явилися так звані «авто зимники».
Після Великої Вітчизняної війни траса будувалася зі змінним успіхом. Перша її частина — 1184 кілометри шосе «Вілюй» від Мирного до Якутська здана цілорічно в жовтні 2005 року. Але незабаром дорога знову занепала, і зараз рух можливий частково (хоча на багатьох ділянках існує навіть автобусний рух).

## Маршрут
В Іркутській області станом на 2009 рік точно визначено лише початковий відрізок Тулун – Братськ – Усть-Кут – Верхньомаркове, на якому вже існують регіональна та місцева автодороги. На території Якутії існує шість можливих варіантів маршруту  (нумерація не збігається з офіційною):
1. від Верхньомаркова на північний схід повністю вздовж русла Олени з перетином адміністративного кордону Якутії в районі селища Вітим, далі через Ленськ та Мирний ;
2. від Верхньомаркова по руслу Лени — до району річки Ічери (Кіренський район) - село Преображенка Катанзького району — Єрбогачон - далі на схід до Мирного;
3. від Верхньомаркова вздовж Східного нафтопроводу (трохи північніше) без заїздів у населені пункти до перетину адміністративного кордону з Якутією в районі селища Вітим, далі через Ленськ та Мирний;
4. від Верхньомаркова за напрямом маршруту № 3 з петлею — заїздом у село Непа;
5. за маршрутом існуючого зимника Усть-Кут — Мирний : Верхньомаркове — Бур — Непа — Преображенка — адміністративний кордон з Якутією — далі на схід до Мирного;
6. Верхньомаркове — Бур — Непа — Преображенка — Єрбогачон — адміністративний кордон з Якутією — далі на схід через Тас-Юрях до Мирного.

## Будівництво
Автодорога «Вілюй» — спільний проект Якутії та Іркутської області. Адміністраціями обох регіонів лобіюється включення проекту до федеральної цільової програми «Модернізація транспортної системи Росії у 2010—2015 роках». Передбачається, що будівництво та реконструкція фінансуватимуться з федерального бюджету. Зокрема діючі ділянки місцевих автодоріг вже передані у федеральну власність.
На 2009 рік будівельні роботи проводяться на початковій ділянці. У 2009-2011 роках планується побудувати:
- 50 км шляху на ділянці від Тулуна до Братська;
- 110 км — від Братська до Усть-Кута ;
- 130 км — від Усть-Кута до Верхньомаркова.